# Estádio Cino e Lillo Del Duca
O Estádio Cino e Lillo Del Duca (do italiano: Stadio Cino e Lillo Del Duca), anteriormente conhecido como Estádio delle Zeppelle (do italiano: Stadio delle Zeppelle), é um estádio multi-uso localizado em Ascoli Piceno, comuna italiana na província de mesmo nome, na região das Marcas, na Itália.
A praça esportiva, usada principalmente para o futebol, pertencente à Comuna de Ascoli Piceno, foi inaugurada em 12 de maio de 1962 com o nome de Stadio delle Zeppelle e tem capacidade aproximada para 11 326 pessoas.
O local é usado pelo Ascoli Calcio 1898 nos seus jogos como mandante.

## História
A construção do estádio começou em 1955 por conta da administração da comuna de Ascoli Piceno que confiou a tarefa à empresa Brandimarte Ado. A instalação foi inaugurada em 12 de maio de 1962 com um encontro entre as seleções amadoras da Itália e da Inglaterra.

## Origem do nome
O estádio é frequentemente chamado de "Stadio delle Zeppelle" devido ao nome da rua onde está localizado. Tornou-se "Stadio Cino e Lillo Del Duca" em 1967, em homenagem a Pacifico "Cino" Del Duca, morto em 23 de maio do mesmo ano. Del Duca foi um personagem notável. Empresário de Montedinove, pequena cidade da província de Ascoli Piceno, foi editor, além de fundador do jornal Il Giorno. Foi presidente honorário do Ascoli, com seu irmão Lillo, além de financiador do clube alvinegro.